# نهر تمنراست
نهر تمنراست هو قناة نهرية عتيقة يعتقد أنها تدفقت عبر مناطق شمال وغرب إفريقيا منذ 5000 عام خلال الحقبة الرطبة الأفريقية . يظن الباحثون أن حوض نهر تمنراست يمكن مقارنته و مشابهته بحوض نهر الجانج براهمابوترا في آسيا.

## الروافد
الجانب الغربي:
- واد الساورة
- وادي الداموس

الجانب الشرقي:
- وادي تمنراست

## نظرة شاملة
يُعتقد أن نهر تمنراست تدفق عبر الصحراء في العصور القديمة من مصادر في جنوب جبال الأطلس و جبال هقار و الذين يوجودون اليوم في دولة الجزائر .
و يُعتقد كذلك أن النهر كان يصب في وادي عند رأس تيمريست أو الرأس الأبيض ، على ساحل دولة موريتانيا ، يقع هذا الوادي تحت المياه بعمق ثلاثة كيلومترات و يصل عرضه إلى 2.5 كيلومتر في بعض الأماكن.
يظن أن هذا النهر كان له تأثيرات مهمة على الهجرة البشرية من وسط إفريقيا إلى باقي مناطق العالم. سابقا ، كان يُعتقد أن الصحراء الكبرى كانت قاسية جدا لتمنع أي طريق يتجه نحو غرب القارة للهجرة إلى أوروبا.
يعتقد الباحثون أن النهر القديم كان نشطًا خلال الحقبة الإفريقية الرطبة ، و ما شابهها من تذبذبات مناخية الناجمة عن المبادرة المحورية لكوكب الأرض
تم اكتشاف هذا النهر العتيق من أقمار صناعية مدارية يابانية تسمى في اللغة الإنجليزية Phased Array type L-band Synthetic Aperture Radar (PALSARإختصارا ). باستخدام استشعار بموجات ميكروويفية ، إستطاع PALSAR رؤية ما تحت رمال الصحراء والكشف عن المياه الأحفورية التي لا تزال موجودة إلى اليوم.
تمت الإشارة إلى نهر تمنراست كمكان محتمل لحضارة صحراوية قديمة . تأكد وجود وموقع نهر تمنراست من الجمعيات العلمية في عام 2015 ، مع هناك أن رحلة استكشافية للبحث عن النفط وجدت الوادي تحت الماء عند رأس تيمريست في عام 2003 والذي قد يكون نشأ بسبب تدفقات المياه العذبة المحملة بالرواسب. لم يوجد أي دليل إلى الآن على أي حضارة أو مجتمع زراعي يعود زمنه إلى الوقت الذي كان فيه هذا النهر موجودًا.

## أنظر أيضا
- مضيق أراك
- الحقبة الأفريقية الرطبة